# Neoplan N4016
Neoplan N4016 — модель городского низкопольного автобуса большого класса, выпускавшаяся компанией Neoplan в период с 1988 по 1999 год в Германии и в Польше. Это более крупная версия среднего автобуса Neoplan N4009. N4016 был первым низкопольным одноэтажным автобусом, проданным Великобритании.
В Белоруссии Минский автомобильный завод установил контакт с компанией Neoplan для производства низкопольного автобуса МАЗ-101, тесно связанного с Neoplan N4016. В то время как МАЗ-101 продавался плохо, последующие варианты (МАЗ-103 (1996—2020), МАЗ-105 (1997—2014, 2017) и трёхосный МАЗ-107 (2001—2019)) распространились шире.

## Технические характеристики
N4016 был длиной 12 м и шириной 2,5 м и приводился в действие двигателем MAN или DAF с трансмиссией Voith или ZF Friedrichshafen. В N4016 обычно сидят 31 или 39 человек с большой вместимостью стоя. Некоторые интересные особенности заключаются в том, что он имеет ветровое стекло двойной кривизны, отдельно установленный знак назначения и купол крыши, который является более закруглённым, чем у Neoplan Centroliner.

## Эксплуатация

### Великобритания
12 автобусов Neoplan N4016 были проданы Великобритании. Они были куплены компанией Merseyside Passenger Transport Executive в 1994 году для использования на Merseytravel SMART services в Ливерпуле и эксплуатировались компанией MTL. Позже они использовались на других сервисах, в первую очередь, между Ливерпулем и Крокстет-парком. Преемник MTL Arriva North West & Wales продолжал эксплуатировать их до конца 2008 года также между Ливерпулем и Крокстет-парком (маршрут 18А), когда они были заменены автобусами Wright Pulsar. Два примера сохранились до начала 2009 года, также были заменены автобусами Wright Pulsar.
Неопланы могли отправиться в Аррива Саутенд в 2009 году, однако этого так и не произошло, и вместо этого большая часть автобусов была списана. Трое из них нашли свой путь в дальнейшее обслуживание с тренерами долины Танат в среднем Уэльсе. После расторжения контракта Танатская долина выставила машины на продажу, и они были проданы.

### Европа
В 1994 году в Афинах эксплуатировались 93 автобуса модели N4016. Все они прекратили эксплуатацию в 2009 году.
Познанский трамвайный и автобусный оператор Miejskie Przedsiębiorstwo Komunikacyjne w Poznaniu приобрёл 32 таких автобуса в период с 1996 по 1999 год. Последний Neoplan N4016 был списан в 2014 году.

## Neoplan N4014
Neoplan N4014 — городской автобус большой вместимости, выпускавшийся компанией Neoplan с 1988 по 1999 год на шасси Neoplan N4016.